# Platypsecas razzabonii
Platypsecas razzabonii is een spinnensoort in de taxonomische indeling van de springspinnen (Salticidae).
Het dier behoort tot het geslacht Platypsecas. De wetenschappelijke naam van de soort werd voor het eerst geldig gepubliceerd in 1955 door Lodovico di Caporiacco.